# Explosion von Krylbo

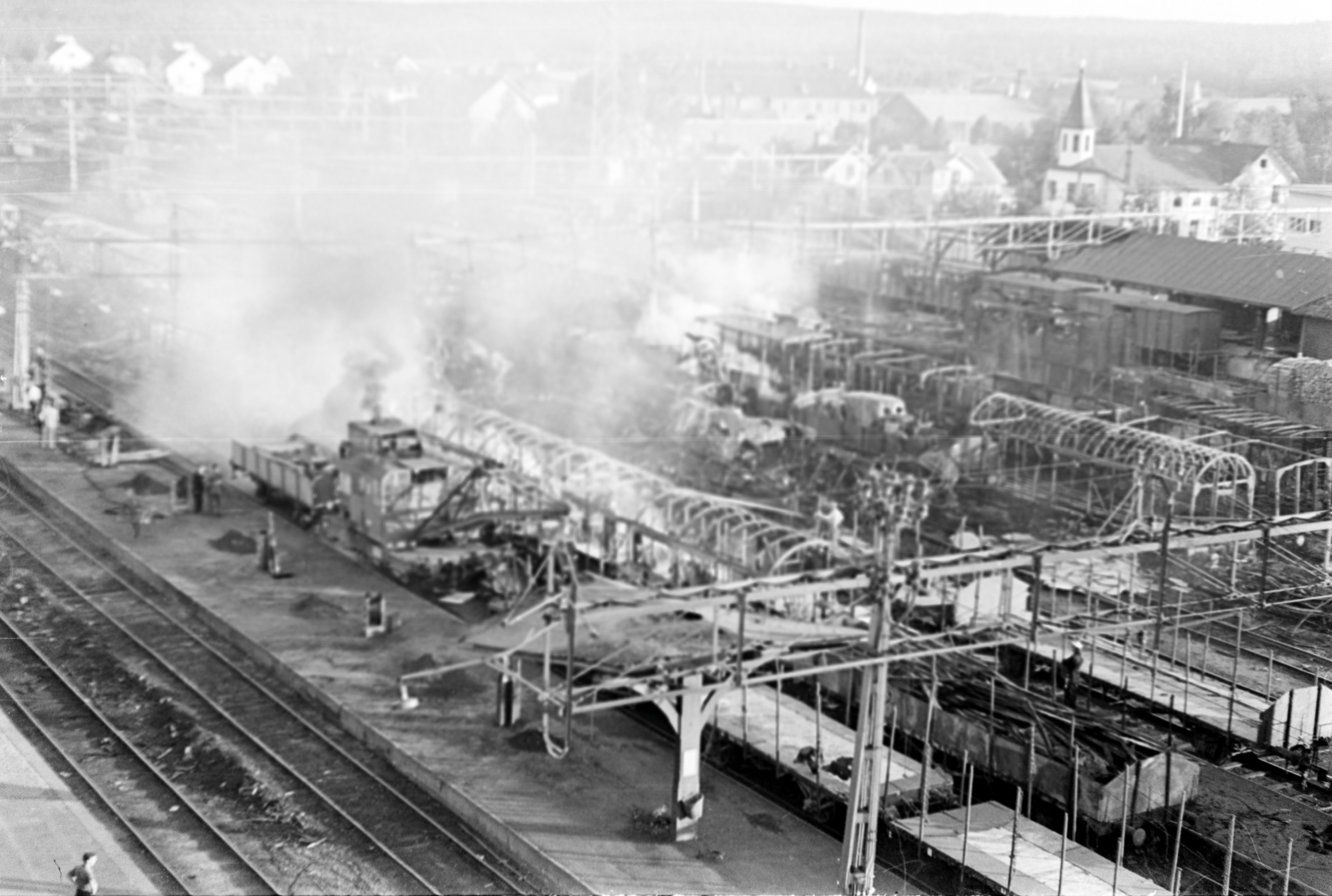
Bahnhofsgelände nach der Explosion

Die Explosion von Krylbo ereignete sich am 19. Juli 1941 gegen 5:20 Uhr nahe dem Bahnhof im kleinen schwedischen Ort Krylbo, der heute ein Teil der Stadt Avesta ist.

## Geschichte
Dabei explodierte ein deutscher Güterzug, der mit Munition in das finnische Tornio unterwegs war. Vor der Detonation hatten einige Güterwagen gebrannt. Dank eines Rangierers, der dafür sorgte, dass der Zug vor der eigentlichen Explosion aus dem Bahnhofsbereich entfernt wurde, waren nur etwa 30 Verletzte, jedoch keine Toten zu beklagen. Die Sprengkraft war so stark, dass viele Fensterscheiben im Ort zerbarsten. Es entstanden mehrere Explosionskrater, von denen der größte 2,5 Meter tief war und einen Durchmesser von 10 Metern hatte. Der Knall der Detonation wurde noch im 25 km entfernten Horndal gehört. Das Ereignis erlangte große Aufmerksamkeit in den schwedischen Zeitungen und wurde allgemein unter dem Schlagwort Krylboknall (schw. Krylbosmällen) behandelt.
Munitionsreste und Wagenteile wurden bei den Aufräumarbeiten in den nahegelegenen Dalälven sowie in einen zirka 20 km entfernten See (Bysjön) geschüttet. Winzige Munitionsteile wurden im Laufe der Jahre mehrere Kilometer von Krylbo entfernt gefunden.

## Ursache
Die eigentliche Ursache der Explosion ist bis heute nicht zufriedenstellend geklärt, das vollständige Ergebnis der Untersuchung, die direkt nach dem Vorfall stattfand, wurde erst im Juli 2011, 70 Jahre nach der Detonation veröffentlicht. Laut einer möglichen Theorie handelte es sich um eine Sabotageaktion des britischen Geheimdienstes Special Operations Executive. Ein Indiz dafür ist die Ausweisung des Militärattachés der britischen diplomatischen Vertretung in Schweden, Malcolm Munthe, am folgenden Tag. Die 1941 veröffentlichten Rapporte bezeichnen die Detonation dagegen als Unglück. Hier wurden als mögliche Ursachen ein heißgelaufenes Achslager oder Funkenbildung beim Bremsen genannt, die mitgeführte Säcke mit Schießpulver entzündet haben sollen.